# Дивак Микола Омелянович
Микола Омелянович Дивак (народився 19 грудня 1941 року в с. Осовець Бобровицького р-ну) — український журналіст.

## Життєпис
Закінчив Київський державний університет імені Т.Шевченка, філологічний факультет
З 1957 — арматурник, зварник, водій, автокранівник, вчитель української мови та літератури, оглядач журналу «Сигнал», «Україна», газети «Контракт», кореспондент радіо «Свобода», автор журналів «Вітчизна», «Київ», «Дружба народов», головний редактор журналу «Сільськогосподарська техніка України», З 1997 — заснував власний журнал «Новини агротехніки», є його головним редактором.
Директор приватного підприємства «Агротехінформ». Член Спілки журналістів України. Народний депутат Броварської районної ради.